# Saison 4 de Mentalist
Chronologie
Saison 3 Saison 5
Cet article présente les vingt-quatre épisodes de la quatrième saison de la série télévisée américaine Mentalist (The Mentalist).

## Synopsis
L'équipe du California Bureau of Investigation (CBI), dirigée par Teresa Lisbon, enquête sur des crimes, avec la collaboration de Patrick Jane, consultant pour le CBI. Cependant, c'est sur le cas de John le Rouge (Red John en V. O.), un tueur en série qui signe toujours ses meurtres par une émoticône dessinée avec le sang de ses victimes sur les murs, que se centre leur attention. John le Rouge a tué l'épouse et la fille de Patrick Jane, qui autrefois se faisait passer pour un médium et s'était moqué du tueur. Patrick Jane dispose d'un sens très fin de la psychologie humaine et de son mental (lecture froide, hypnose…). Il ne s'agit pas d'un pouvoir car il a aussi été prestidigitateur (il use de cet art dans certains épisodes), plus précisément un mentaliste (ce qui lui vaut d'être aussi un manipulateur très efficace).
À la fin de la saison précédente, Patrick Jane a tiré sur l'homme qui prétendait être John le Rouge. Il s'est laissé arrêter, satisfait de son action et se trouve désormais en prison. Cependant, un doute subsiste sur l'identité de sa victime...

## Distribution

### Acteurs principaux
- Simon Baker (V. F. : Thierry Ragueneau) : Patrick Jane
- Robin Tunney (V. F. : Cathy Diraison) : Teresa Lisbon
- Tim Kang (V. F. : Stéphane Pouplard) : Kimball Cho
- Owain Yeoman (V. F. : Thibaut Belfodil) : Wayne Rigsby
- Amanda Righetti (V. F. : Stéphanie Lafforgue) : Grace Van Pelt

### Acteurs récurrents
- Michael Gaston (V. F. : Patrick Borg) : Gale Bertram
- Pruitt Taylor Vince (V. F. : Paul Borne) : J.J. LaRoche
- Jillian Bach (V. F. : Nathalie Kanoui) : Sarah Harrigan, la nouvelle petite amie de Rigsby (vue dans le 19e épisode de la troisième saison)
- David Norona (en) (V. F. : Serge Faliu) : Osvaldo Ardiles
- Michael Rady (V. F. : Didier Cherbuy) : Luther Wainwright, nouveau chef du CBI
- Catherine Dent (V. F. : Sabeline Amaury) : agent spécial du FBI Susan Darcy
- Samaire Armstrong (V. F. : Magalie Rosenzweig) : Summer Edgecombe, la nouvelle informatrice de Cho
- Malcolm McDowell (V. F. : Jean-Pierre Leroux) : Bret Stiles

## Diffusions
- La diffusion francophone se déroule ainsi :
En Belgique, depuis le 5 mai 2012 sur la chaîne payante Be Séries à raison de deux épisodes par semaine[1] et depuis le 23 août 2012 sur la Une à raison de deux épisodes par semaine[réf. souhaitée] ;
En Suisse, depuis le 24 août 2012 sur RTS Un à raison de deux épisodes par semaine[2] ;
En France, depuis le 28 août 2012 sur TF1 à raison de deux épisodes par semaine[3] ;
Au Québec, depuis le 7 septembre 2012 sur V à raison d'un épisode par semaine[4].

## Liste des épisodes

### Épisode 1:Le Doute
- États-Unis /  Canada : 22 septembre 2011 sur CBS[5] / CTV Two[6]
- Belgique : 5 mai 2012 sur Be Séries[1]
- Suisse : 24 août 2012 sur RTS Un[2]
- France : 28 août 2012 sur TF1[3],[7]
- Québec : 7 septembre 2012 sur V[4]

- États-Unis : 13,56 millions de téléspectateurs[8] (première diffusion)
- Canada : 1,19 million de téléspectateurs[9] (première diffusion)
- France : 8,7 millions de téléspectateurs[10] (première diffusion)

- Bradley Whitford (Timothy Carter)
- Kate Norby (Sally Carter)
- Caroline Williams (Joan)
- Catherine Combs (Debbie Lupin)
- Daniel Roebuck (inspecteur Wade)
- Nicki Micheaux (inspecteur Miller)
- Valente Rodriguez (en) (Frank Lopez)
- Richard Portnow (Phil)
- Ken Lerner (le juge)
- Angela Bullock (femme du jury)
- Joey Coco Diaz (gangster)
- Karen Levine (la serveuse)
- Kim Robillard (garde de sécurité)
- Faran Fonté (Forensics Tech)
- Jim Jansen (pasteur Farley)
- Yvette Morton (infirmière)
- Bill McKenzie (gérant d'immeuble)

L'histoire reprend quelques minutes après la fusillade au centre commercial. Patrick Jane se fait arrêter par les policiers. Les enquêteurs interrogent Patrick sur ses motivations pour avoir tué John le Rouge. Ils lui apprendront par la suite que l'homme qui se faisait appeler John le Rouge s'appelait Timothy Carter, qu'il n'avait aucune arme sur lui et qu'aucun coup de téléphone n'a été passé à Craig O'Laughlin. Après être passé en cour de justice, Patrick se retrouve en prison, afin d'attendre son procès. Patrick réussit à manipuler des prisonniers et gagne au jeu le million de dollars nécessaire à sa caution.
Pendant ce temps, Cho et Rigsby enquêtent du côté du centre commercial et découvrent trois suspects qui auraient pu faire disparaître les éléments prouvant que Patrick dit la vérité. Il y a une serveuse, un ambulancier et un agent de sécurité. Malheureusement, la personne qui a fait disparaître les preuves est retrouvée morte.
De leur côté Teresa et Grace enquêtent sur Timothy Carter. Elles font la connaissance de Sally, l'épouse de Timothy. Sally jure de très bien connaître son mari. Teresa et Grace apprennent par la même occasion la disparition de Debbie Lupin.
Après avoir payé la caution avec l'argent des prisonniers, Patrick retrouve Teresa qui l'emmène voir Sally à sa demande. Patrick soupçonne Sally de lui cacher quelque chose au sujet de son époux.

### Épisode 2:Nouvelle Équipe
- États-Unis /  Canada : 29 septembre 2011 sur CBS / CTV
- Belgique : 5 mai 2012 sur Be Séries[1]
- Suisse : 24 août 2012 sur RTS Un[2]
- France : 28 août 2012 sur TF1[7]
- Québec : 14 septembre 2012 sur V

- États-Unis : 12,92 millions de téléspectateurs[11] (première diffusion)
- Canada : 2,088 millions de téléspectateurs[12] (première diffusion)
- France : 8,7 millions de téléspectateurs[10] (première diffusion)

- Reed Diamond (agent du CBI Ray Haffner)
- Josh Bitton (agent du CBI Tork)
- Omar Dorsey (agent du CBI Anthony Niskin)
- Rick Peters (agent du CBI Ed Masterson)
- Allison McAtee (Jocelyn Chapin)
- Matt Bushell (Mike Villanueva)
- Annie Tedesco (Ann-Marie)
- Alicia Witt (Rosalind Barker)
- Vernee Watson (thérapeute)
- Carolyn Barnes (femme)
- Gregory Zarian (homme)

Patrick Jane réintègre le CBI au titre de consultant comme auparavant. Il apprend du grand patron du CBI, Gale Bertram, que Teresa a été suspendue, que l'équipe a été dissoute et que ses membres ont été réaffectés ailleurs. Il devra dorénavant travailler comme consultant avec l'équipe de l'agent Ray Haffner. Bien décidé à retrouver l'ancienne équipe, Patrick va manipuler les agents de l'équipe d'Haffner afin de les désorienter dans leur enquête.
Patrick va rendre visite à Teresa pour discuter de l'affaire Timothy Carter car il ne croit pas que celui-ci était John le Rouge. Teresa lui propose de continuer d'enquêter sur John le Rouge et sur le lien avec Timothy et Sally Carter. Malheureusement, Sally se suicide.
Pendant ce temps, l'équipe de Ray Haffner enquête sur la mort d'un entraîneur dans un gymnase dont le corps a été retrouvé devant chez lui.
De son côté, Patrick a la brillante idée de faire identifier le corps de Timothy Carter par une aveugle, seule témoin en vie qui a été en contact avec John le Rouge.

### Épisode 3:Vendeurs d'espoir
- États-Unis /  Canada : 6 octobre 2011 sur CBS / CTV
- Belgique : 12 mai 2012 sur Be Séries[1]
- Suisse : 31 août 2012 sur RTS Un[13]
- France : 4 septembre 2012 sur TF1[7]
- Québec : 21 septembre 2012 sur V

- États-Unis : 13,15 millions de téléspectateurs[14] (première diffusion)
- Canada : 2,064 millions de téléspectateurs[15] (première diffusion)
- France : 8,9 millions de téléspectateurs[16] (première diffusion)

- Kelli Williams (Beth Flint)
- J. D. Walsh (Nate Glass)
- Todd Grinnell (Jonathan Flint)
- Brian McNamara (Deke Hutton)
- David Bowe (Brady Walton)
- Jake Martin (Barry Mills)
- Miles Elliot (Conner Flint)
- Mercedes Colon (Lawyer)
- Diana Morgan (journaliste TV)

L'équipe enquête sur la disparition de Connor Flint, le fils de Beth Flint, une ancienne cliente de Patrick Jane. Patrick souhaite alors se retirer de l'affaire mais lorsque le mentaliste qui l'a remplacé auprès de Beth arrive, Patrick change d'avis. Il veut tenter de prouver à Beth que les médiums, lui y compris, ne sont que des menteurs et des charlatans.

### Épisode 4:24hpour convaincre
- États-Unis /  Canada : 13 octobre 2011 sur CBS / CTV
- Belgique : 12 mai 2012 sur Be Séries[1]
- Suisse : 31 août 2012 sur RTS Un[13]
- France : 18 septembre 2012 sur TF1[7]
- Québec : 28 septembre 2012 sur V

- États-Unis : 12,39 millions de téléspectateurs[17] (première diffusion)
- Canada : 2,108 millions de téléspectateurs[18] (première diffusion)
- France : 9,2 millions de téléspectateurs[19] (première diffusion)

- Christian Camargo (Henry Tibbs)
- Henry G. Sanders (Willie Shubert)
- Dorie Barton (Linda Tibbs)
- Jake Richardson (Mike Flynn)
- E.G. Daily (Rusty)
- Jerry Kernion (manager)
- Stacey Highsmith (réceptionniste)
- Alan Pietruszewski (homme au polo)
- Vianessa Castanos (jeune femme)

Lors d'une manifestation politique, l'équipe du CBI enquête sur la mort de Scott Gibson, un manifestant. Au moment où Teresa demande à Patrick de venir voir le cadavre, celui-ci rencontre un homme, Henry Tibbs, ayant une allure suspecte. Patrick dit à Teresa que cet homme est un psychopathe et qu'il s'apprête à tuer quelqu'un.

### Épisode 5:Du sang sur le sable
- États-Unis /  Canada : 20 octobre 2011 sur CBS / CTV
- Belgique : 19 mai 2012 sur Be Séries[1]
- Suisse : 7 septembre 2012 sur RTS Un[20]
- France : 18 septembre 2012 sur TF1[7]
- Québec : 5 octobre 2012 sur V

- États-Unis : 12,54 millions de téléspectateurs[21] (première diffusion)
- Canada : 1,986 million de téléspectateurs[22] (première diffusion)
- France : 8,3 millions de téléspectateurs[23] (première diffusion)

- Steve Rankin (Jed Stack)
- Jonathan Schmock (William Gardner)
- Zack Ward (Whit Naylor)
- Debra Mooney (Lydia Bibb)
- Alex Hyde-White (Peter Upchurch)
- Wade Williams (Jack LaFleur)
- Ryan Peck (Cowhand)
- Swain Murphy (Dennis Kagan)
- Mary-Pat Green (bureaucrate)

### Épisode 6:Chasse au témoin
- États-Unis /  Canada : 27 octobre 2011 sur CBS / CTV
- Belgique : 19 mai 2012 sur Be Séries[1]
- Suisse : 7 septembre 2012 sur RTS Un[20]
- France : 25 septembre 2012 sur TF1[7]
- Québec : 12 octobre 2012 sur V

- États-Unis : 12,42 millions de téléspectateurs[24] (première diffusion)
- Canada : 2,161 millions de téléspectateurs[25] (première diffusion)
- France : 7,83 millions de téléspectateurs[26] (première diffusion)

- Henry Thomas (Tommy Lisbon)
- Madison McLaughlin (Annabelle Lisbon)
- Malcolm Barrett (officier Price)
- John-Paul Lavoisier (Chad Carmichael)
- Daniel Hugh Kelly (Philip Carmichael)
- Todd Eric Andrews (Carmine O'Brien)
- Carlo Rota (Dimitri Zubov)
- Claudia Wells (chef Marnie Green)
- Alyson Reed (Jori Kasser)
- Fernanda Andrade (Sofia Chavez)
- Christiann Castellanos (masseuse)
- Joel Brooks (Don Hendricks)
- John Troy Donovan (agent du CBI Ron)

### Épisode 7:Le Tueur le plus fort
- États-Unis /  Canada : 3 novembre 2011 sur CBS / CTV
- Belgique : 26 mai 2012 sur Be Séries[1]
- Suisse : 14 septembre 2012 sur RTS Un[27]
- France : 25 septembre 2012 sur TF1[7]
- Québec : 19 octobre 2012 sur V

- États-Unis : 13,66 millions de téléspectateurs[28] (première diffusion)
- Canada : 2,228 millions de téléspectateurs[29] (première diffusion)
- France : 7,6 millions de téléspectateurs[30] (première diffusion)

- Missi Pyle (Karen Cross)
- David Paymer (James Panzer)
- William Mapother (Richard Haibach)
- David Carey Foster (Tom Maier)
- Ely Pouget (Teri Maier)
- Paul Willson (Paul Jenkins)
- Kelsi Cullimore (Molly Maier)
- Tony Winters (producteur)

- L'acteur Simon Baker, interprète de Patrick Jane, a réalisé cet épisode.

### Épisode 8:Sous couverture
- États-Unis /  Canada : 17 novembre 2011 sur CBS / CTV
- Belgique : 26 mai 2012 sur Be Séries[1]
- Suisse : 14 septembre 2012 sur RTS Un[27]
- France : 2 octobre 2012 sur TF1[7]
- Québec : 26 octobre 2012 sur V

- États-Unis : 12,21 millions de téléspectateurs[31] (première diffusion)
- Canada : 2,113 millions de téléspectateurs[32] (première diffusion)
- France : 8,6 millions de téléspectateurs[33] (première diffusion)

- Dean Norris (sergent Don Henderson)
- Natalia Castellanos (Yolanda Concepcion)
- Wilmer Calderon (en) (Lalo Concepcion)
- Victoria Platt (officier Bianca Trotter)
- Stephen Bishop (Try Holcombe)
- Kamar De Los Reyes (Omar Vega)
- Cullen Douglas (Vince Candide)
- Gina Rodriguez (Elvia)
- Scott Victor Nelson (Bartender)
- Scott L. Schwartz (videur)
- Paul Clausen (homme)
- Samaire Armstrong (Summer Edgecombe)

### Épisode 9:Les Fans, et les autres…
- États-Unis /  Canada : 8 décembre 2011 sur CBS / CTV
- Belgique : 2 juin 2012 sur Be Séries[1]
- Suisse : 21 septembre 2012 sur RTS Un[34]
- France : 2 octobre 2012 sur TF1[7]
- Québec : 29 octobre 2012 sur V[35]

- États-Unis : 13,04 millions de téléspectateurs[36] (première diffusion)
- Canada : 2,083 millions de téléspectateurs[37] (première diffusion)
- France : 7,7 millions de téléspectateurs[38] (première diffusion)

- Craig Bierko (Doc Dugan)
- John Eric Bentley (Steve Penn)
- Christopher Gartin (Alex Sodko)
- Ashley Williams (Anna Dugan)
- Emilio Rivera (Horner)
- Ray Laska (Arnold Green)
- Valerie Wildman (Sheryl Stewart)
- Chris Owen (Nick aka Megafan)
- Russ Hunt (Jake Stewart)
- Kristen Kerr (Marie St. Claire)
- Keith Adams (Hawker)
- Craig Tsuyumine (présentateur)
- Sarah Karges (Hottie)

Wayne est à San Francisco pour un procès. Sarah, sa petite amie, l'accompagne afin de le soutenir et l'aider à se préparer mentalement. Mais lors de sa préparation, une dispute de couple éclate lorsque Sarah questionne Rigsby sur son père. De retour dans les bureaux du CBI, le couple se réconcilie.
- Dans cet épisode, Luther Wainwright, le chef du CBI, montre qu'il est un fan de football américain.
- Lors d'une scène, Cho utilise Twitter.

### Épisode 10:Mon ancien moi
- États-Unis /  Canada : 15 décembre 2011 sur CBS / CTV
- Belgique : 2 juin 2012 sur Be Séries[1]
- Suisse : 21 septembre 2012 sur RTS Un[34]
- France : 9 octobre 2012 sur TF1[7]
- Québec : 5 novembre 2012 sur V

- États-Unis : 13,16 millions de téléspectateurs[39] (première diffusion)
- Canada : 2,195 millions de téléspectateurs[40] (première diffusion)
- France : 9,5 millions de téléspectateurs[41] (première diffusion)

- Kenneth Mitchell (Tom Wilcox)
- Stacy Haiduk (Cynthia Satterfield)
- Josh Coxx (Paul Satterfield)
- Kelly McNair (Kim Wilcox)
- Rachel Eggleston (Lulu Wilcox)
- Edwin Hodge (Toby Rawlins)
- Mike Peebler (Ross Smead)
- Myk Watford (Cole Larkin)
- Doug Olear (Jeff Kirkman)
- Angela Rachelle (Tamara)
- Charles Parnell (capitaine Cutright)
- John K. Frazier (policier en uniforme)
- Susannah Hillard (un croyant)
- Jay Jackson (News Anchor)
- Meredith Giangrande (fille charmante)
- David Naughton (neurologue)

Alors que le CBI enquête sur la mort d'un pompier, Lisbon est terrifiée lorsqu'elle retrouve le corps sans vie de Jane flottant dans une mare. Les ambulanciers réussissent à le réanimer. À la suite de cette noyade, Jane perd la mémoire et pense, entre autres, qu'il est en couple avec Lisbon. Cette dernière est déterminée à retrouver son agresseur.

### Épisode 11:Rester dans l'ombre
- États-Unis /  Canada : 12 janvier 2012 sur CBS / CTV
- Belgique : 9 juin 2012 sur Be Séries[1]
- Suisse : 28 septembre 2012 sur RTS Un[42]
- France : 23 octobre 2012 sur TF1[7]
- Québec : 12 novembre 2012 sur V

- États-Unis : 13,65 millions de téléspectateurs[43] (première diffusion)
- Canada : 2,069 millions de téléspectateurs[44] (première diffusion)
- France : 8,97 millions de téléspectateurs[45] (première diffusion)

- Don Franklin (Larry Dersh)
- Heather Mazur (Colette Santori)
- Rudolph Martin (Brock Marx)
- Ely Pouget (Teri Maier)
- David Carey Foster (Tom Maier)
- Andrew Borba (inspecteur Bobby Wilson)
- Jeff L. Williams (Alton Creek)
- Geoffrey Wade (ministre)
- Bubba Ganter (videur no 2)
- Xander Berkeley (John le Rouge)

Summer Edgecombe, l'informatrice de Cho, a informé Alton Creek, un avocat qui est spécialisé dans les divorces, que le CBI pouvait le protéger, à la suite de menaces de mort. Cependant, Teresa, Patrick et Cho arrivent trop tard, car le bateau où il était caché explose. L'enquête révèle qu'Alton Creek avait un penchant pour les femmes et le jeu. À travers tout cela, Patrick découvre le meurtrier et la vérité.
Au même moment, l'agent Susan Darcy débarque au CBI et pose des questions assez virulentes sur l'affaire Panzer et le tueur de San Joaquin. Van Pelt reçoit une vidéo où l'agent Darcy se fait épier à l'auberge où elle réside. Patrick remarque le danger et sauve Susan.
- Dans cet épisode, plusieurs références aux épisodes précédents de cette même saison sont faites : L'affaire Panzer et l'agent Susan Darcy font référence à l'épisode 7.

### Épisode 12:La Marche forcée
- États-Unis /  Canada : 19 janvier 2012 sur CBS / CTV
- Belgique : 9 juin 2012 sur Be Séries[1]
- Suisse : 28 septembre 2012 sur RTS Un[42]
- France : 23 octobre 2012 sur TF1[7]
- Québec : 19 novembre 2012 sur V[46]

- États-Unis : 14,22 millions de téléspectateurs[47] (première diffusion)
- Canada : 1,994 million de téléspectateurs[48] (première diffusion)
- France : 8,2 millions de téléspectateurs[45] (première diffusion)

- Eric Winter (agent Craig O'Laughlin)
- Kristy Wu (Janpen)
- Jeffrey 'Jeff' Licon (Sergio Porchetto)
- Joaquim de Almeida (Gabriel Porchetto)
- Matt Battaglia (Curtis Nett)
- Bree Turner (Iris Porchetto)
- Michael Reilly Burke (Andrew Kellogg)
- Luis Moncada (Luis Osorio)
- Randy J. Goodwin (agent Bernie Westeroff)
- Ronnie Gene Blevins (Ellwood Spiller)
- Bob Rumnock (docteur)
- Scott Connors (Gabriel Porchetto Jr.)

L'enquête sur la mort de Craig O'Laughlin est close. Teresa remet à Grace un collier que Craig lui avait donné, mais celle-ci n'en veut pas.
Entre-temps, l'équipe enquête sur la mort de Gabriel Porchetto junior, l'un des fils de la mafia, lors d'une petite fête entre frères. La principale témoin est une prostituée du nom de Janpen et c'est Van Pelt qui est chargée de la ramener au CBI. Malheureusement, Grace et Janpen sont les victimes d'un tireur, ce qui leur cause, par la suite un accident de voiture. Les deux femmes devront retrouver leur chemin toute seule, avec un tueur à leur trousse. Cependant, Van Pelt a des hallucinations de Craig O'Laughlin.

### Épisode 13:La Preuve par la plume
- États-Unis /  Canada : 2 février 2012 sur CBS / CTV
- Belgique : 16 juin 2012 sur Be Séries[1]
- Suisse : 5 octobre 2012 sur RTS Un[49]
- France : 30 octobre 2012 sur TF1[7]
- Québec : 11 février 2013 sur V[50]

- États-Unis : 13,87 millions de téléspectateurs[51] (première diffusion)
- Canada : 1,818 million de téléspectateurs[52] (première diffusion)
- France : 8,62 millions de téléspectateurs[53] (première diffusion)

- Alicia Witt (Rosalind Harker)
- Lawrence Adisa (Baris Acar)
- Becky O'Donohue (Sasha)
- Cosimo Fusco (Guy Duval)
- Iddo Goldberg (Tony Redgrave)
- Roberto Urbina (Junior Acosta)
- Sarah Desage (Jacqueline)
- Yuji Okumoto (M. Liu)
- Andrew Pifko (Wyck Theissens)
- Griffin Matthews (Rafe)
- Van Hansis (Derek)
- Riley Voelkel (Tristane)
- Nick Jaine (employé d'hôtel)
- Joseph Kung (homme asiatique)
- Xander Berkeley (John le Rouge)

L'équipe du CBI et Patrick Jane enquêtent sur la mort d'un styliste, dans son atelier. Plusieurs suspects sont sur la liste de la police dont des stylistes, des mannequins et un exportateur chinois.
Entre-temps, Luther rencontre l'agent Darcy qui lui fait part de son mécontentement et des doutes concernant la conclusion de l'affaire James Panzer en lui montrant une preuve de ce qu'elle avance. Elle demande aussi à Luther de lui confier l'enquête sur John le Rouge, en lui demandant de n'en parler à personne au CBI.
- Dans cet épisode, un designer parle français devant Patrick Jane et Teresa Lisbon. Patrick comprend très bien le français, car il traduit à Teresa.
- Dans une scène, un clin d'œil à la série Ugly Betty est fait lors de l'apparition d'une fille ressemblant beaucoup à Betty Suarez.

### Épisode 14:Présomption d'innocence
- États-Unis /  Canada : 9 février 2012 sur CBS / CTV
- Belgique : 16 juin 2012 sur Be Séries[1]
- Suisse : 5 octobre 2012 sur RTS Un[49]
- France : 6 novembre 2012 sur TF1[7]
- Québec : 18 février 2013 sur V

- États-Unis : 14,68 millions de téléspectateurs[54] (première diffusion)
- Canada : 2,064 millions de téléspectateurs[55] (première diffusion)
- France : 8,58 millions de téléspectateurs[56] (première diffusion)

- Bonnie Somerville (Eve Mulberry)
- Ian Kahn (Peter Mulberry)
- Diane Farr (Amy Barron)
- Carrie Wiita (Gretchen Zahn)
- James Frain (Terry Murphy)
- Robert Clotworthy (Rudolph Pulaski)
- Sara Botsford (juge Isley Markman)
- Michael Kagan (Patrick Offit)
- Nicole J. Butler (Bailiff)
- Kathryn Joosten (Gloria Williams)
- Carlos Sanz (détective Dan Silva)
- Victor Alfieri (Carlos Ruiz)
- Rick Chambers (journaliste no 1)
- Diane Mizota (journaliste no 2)

- L'actrice Kathryn Joosten, connue pour avoir interprété le rôle de Karen McCluskey dans la série Desperate Housewives, est présente dans cet épisode.

### Épisode 15:Opération séduction
- États-Unis /  Canada : 16 février 2012 sur CBS / CTV
- Belgique : 23 juin 2012 sur Be Séries[1]
- Suisse : 12 octobre 2012 sur RTS Un[57]
- France : 6 novembre 2012 sur TF1[7]
- Québec : 25 février 2013 sur V

- États-Unis : 13,55 millions de téléspectateurs[58] (première diffusion)
- Canada : 2,086 millions de téléspectateurs[59] (première diffusion)
- France : 7,9 millions de téléspectateurs[56] (première diffusion)

- Morena Baccarin (Erica Flynn)
- Joe Spano (Greg Relin)
- Ian Bohen (Richard Eldridge)
- Felix Ryan (Trent Matthews)
- Michael Arden (Evan Kress)
- Christine Garver (Natalie Gibecki)
- Greg Serano (Dion Warren)
- Marisa Ramirez (Sharon Vasquez)
- Susan Slome (Atoosa)
- Robert Catrini (Warden Haines)
- Joe Gerety (officier Hopkins)
- Sean McClay (agent McClay)
- John Troy Donovan (Ron, agent du CBI)
- Joe Thornton, Jr. (officier)
- Kent Schocknek (présentateur)
- Jay Pickett (avocat)

L'équipe enquête sur la mort de Natalie Gibecki dont le corps a été retrouvé à une station de métro. Alors qu'il examine le corps, Patrick a l'agréable surprise d'avoir un appel téléphonique d'Erica Flynn alors en prison. Elle dit avoir des informations sur Natalie Gibecki, une ancienne cliente et amie. Avec l'aide de Teresa, Patrick Jane fait sortir de prison Erica Flynn. Teresa est jalouse d'elle parce qu'elle fait de l'effet aux hommes, dont Patrick. Avec l'aide d'Erica, le CBI et Patrick auront plusieurs suspects dans leur ligne de mire dont un adolescent de 17 ans, les gens d'un organisme à but non lucratif du nom de Casa Encatar et un autre conseiller où travaillait Natalie. Une fois l'enquête terminée, Erica réussit à tromper Patrick et Luther pour fuir et ne pas retourner en prison.

### Épisode 16:Jeu de dupes
- États-Unis /  Canada : 23 février 2012 sur CBS / CTV
- Belgique : 23 juin 2012 sur Be Séries[1]
- Suisse : 12 octobre 2012 sur RTS Un[57]
- France : 13 novembre 2012 sur TF1[7]
- Québec : 4 mars 2013 sur V

- États-Unis : 13,36 millions de téléspectateurs[60] (première diffusion)
- Canada : 1,874 million de téléspectateurs[61] (première diffusion)
- France : 9 millions de téléspectateurs[62] (première diffusion)

- Malcolm McDowell (Bret Stiles)
- Louise Lombard (Dean Nora Hill)
- Robert Picardo (Jason Cooper)
- John Newton (Charles Leben)
- Eric Steinberg (Jon Mushashi)
- Caitlin Custer (Jessie Meadows)
- Bob McCracken (Randal Parker)
- Eli Goodman (Frank Bisping)
- Jake Olson (Gabe Meadows)
- Jeanne Syquia (Rose)
- Elaine Loh (Devlin)
- John Zderko (membre du cercle)
- Jorge-Luis Pallo (officier Downs)
- Darla Delgado (officier en uniforme)
- Dasha Flynn (membre de Visualize)

- Plusieurs références aux épisodes précédents de cette saison sont faites : L'affaire du tueur de San Joaquin, avec la manière dont John le Rouge l'a tué et les répercussions, ainsi que l'affaire avec Rosalind Harker, la personne aveugle ayant côtoyé John le Rouge.

### Épisode 17:Proposition douteuse
- États-Unis /  Canada : 8 mars 2012 sur CBS / CTV
- Belgique : 30 juin 2012 sur Be Séries[1]
- Suisse : 19 octobre 2012 sur RTS Un[63]
- France : 20 novembre 2012 sur TF1[7]
- Québec : 11 mars 2013 sur V

- États-Unis : 13,84 millions de téléspectateurs[64] (première diffusion)
- Canada : 1,877 million de téléspectateurs[65] (première diffusion)
- France : 8,69 millions de téléspectateurs[66] (première diffusion)

- Craig Sheffer (Gary Philo)
- Brad Beyer (Ranger Sam Franklin)
- Roxanne Hart (Shirley Bauer)
- Perry King (Greg Bauer)
- Jonathan Chase (Sandy Bauer)
- Gino Anthony Pesi (James Barca)
- Marcos De La Cruz (Manny Barca)
- Melissa Marsala (Lila Barca)
- Stephanie Ittleson (Martha Daniels)
- Kelly Frye (Kati Bauer)
- Diane Witter (serveuse)

L'équipe enquête sur la mort de Matilda Cruz, une jeune femme ayant des rendez-vous avec des personnes pour échanger sur internet. Au moment de la conférence de presse, Jane découvre un indice important et accuse Gary Philo du meurtre de la jeune femme. Sans Jane pour les aider, l'équipe doit interroger Philo afin d'avoir des aveux car celui-ci est plutôt coriace.
Au même moment, l'agent Susan Darcy demande à Luther Wainwright d'emmener Patrick Jane sur une affaire. Jane doit enquêter avec cette dernière sur la mort de Kati Bauer, 27 ans, retrouvée morte en montagne. Contrairement à Patrick Jane, Susan croit à la culpabilité de James Barca, un soldat ayant des pertes de mémoire.
En parallèle, Susan avoue à Patrick qu'elle a besoin de lui pour améliorer ses statistiques professionnelles et redorer son blason au sein de son service. Patrick, sceptique, lui fait un numéro de perspicacité en parlant de son enfance et des relations spéciales qu'elle a eues avec son père, ce qui exaspère Susan.

### Épisode 18:Remède miracle
- Canada : 8 mars 2012 sur CTV
- États-Unis : 9 mars 2012 sur CBS
- Belgique : 30 juin 2012 sur Be Séries[1]
- Suisse : 19 octobre 2012 sur RTS Un[63]
- France : 20 novembre 2012 sur TF1[7]
- Québec : 18 mars 2013 sur V

- États-Unis : 11,83 millions de téléspectateurs[67] (première diffusion)
- Canada : 1,357 million de téléspectateurs[65] (première diffusion)
- France : 8,1 millions de téléspectateurs[66] (première diffusion)

- Stephanie Erb (Betsy Firth)
- August Emerson (Aden Braddock)
- Rebecca McFarland (Helen Braddock)
- Haley Ramm (Liesl Braddock)
- Richard Cox (Brother Josef)
- Andy Milder (Dr Leopold Scheck)
- Randa Walker (Wilma)
- Bruce Kenny (Archer Braddock)
- Catherine Brockett (Delilah)
- Marlan Clarke (femme fragile)

L'équipe enquête sur la mort d'Archer Braddock, un homme ayant un cancer des os de stade 4. Le corps a été retrouvé dans une réserve naturelle, déterré par des tigres. Une odeur bien spéciale embaume le corps du défunt. Patrick et Teresa découvrent que l'odeur provient d'un thé très particulier que la victime consommait. En suivant cette piste, ils découvrent plusieurs suspects : Helen Braddock (la belle-mère et épouse), Aden Braddock (le garçon d'Archer), Liesl Braddock (la fille d'Archer), le docteur Scheck (qui a créé un traitement expérimental sur le cancer des os) et le Frère Josef (un gourou qui fait des guérisons miraculeuses à partir de l'énergie du soleil). Patrick démasquera bien plus que le meurtrier.
En parallèle, Cho, qui est en couple avec Summer Edgecombe, se rend compte qu'il a un problème de consommation aux médicaments antidouleur. Il met alors tout en œuvre pour résoudre ce problème.
- Diffusé spécialement un vendredi soir, cet épisode a réalisé la plus mauvaise audience historique de la saison[67]. Au Canada, cet épisode a été diffusé 24 heures à l'avance, avant l'épisode précédent.

### Épisode 19:Tour de passe-passe
- États-Unis /  Canada : 29 mars 2012 sur CBS / CTV
- Belgique : 7 juillet 2012 sur Be Séries[1]
- Suisse : 26 octobre 2012 sur RTS Un[68]
- France : 27 novembre 2012 sur TF1[7]
- Québec : 25 mars 2013 sur V

- États-Unis : 13,62 millions de téléspectateurs[69] (première diffusion)
- Canada : 2,06 millions de téléspectateurs[70] (première diffusion)
- France : 8,79 millions de téléspectateurs[71] (première diffusion)

- Andrew Rothenberg (Jack Hellion)
- Jackie Debatin (Trish)
- Christopher Backus (Vincent)
- Niko Nicotera (Skiddy)
- Christopher Judge (Dante Holmes)
- Jay Acovone (Nicky Shaw)
- Rachel Perry (Holly Danvers)
- Rod Rowland (barman)
- Marianne Muellerleile (femme du directeur)
- E. E. Bell (directeur)
- Paul Haber (cuisinier)

### Épisode 20:Le Prof parfait
- États-Unis /  Canada : 5 avril 2012 sur CBS / CTV
- Belgique : 7 juillet 2012 sur Be Séries[1]
- Suisse : 26 octobre 2012 sur RTS Un[68]
- France : 4 décembre 2012 sur TF1[7]
- Québec : 1er avril 2013 sur V

- États-Unis : 12,59 millions de téléspectateurs[72] (première diffusion)
- Canada : 2,128 millions de téléspectateurs[73] (première diffusion)
- France : 8,79 millions de téléspectateurs[74] (première diffusion)

- Emily Bergl (Mme Marina Austin)
- Tom Maden (Billy Ryan)
- David DeLuise (M. Ed Loveland)
- Matt McCoy (en) (le principal Snyder)
- Lincoln Castellanos (Jeremiah)
- Kristina Apgar (Lindy Hayes)
- Vincent Martella (Martin Klubock)
- Sophie Kargman (Rachel Freeman)
- Augie Duke (Krista)
- Ciera Payton (Angel)
- Kent Avenido (Luis)
- Emma Jacobson-Sive (mère Rude)
- Mark Horatio (Mark Daughtery)
- Eric Isenhower (Marcellus)
- Jennifer Echols (secrétaire du principal)

L'équipe du CBI enquête sur la mort de Jack McTierney, 28 ans, professeur d'anglais à Redmund High School. Son corps a été retrouvé sur le terrain de baseball de l'école. Pendant que Patrick enquête au sein de l'établissement, Cho et Rigsby enquêtent sur les allées et venues de la victime à l'extérieur. Bien vite, Patrick et Teresa découvrent un dysfonctionnement de l'école. C'est lors d'une représentation moderne de Hamlet par les étudiants de théâtre que Patrick prend la place d'un acteur et révèle en public le meurtrier du professeur d'anglais.

### Épisode 21:La Vie en rose
- États-Unis /  Canada : 26 avril 2012 sur CBS / CTV
- Belgique : 14 juillet 2012 sur Be Séries[1]
- Suisse : 2 novembre 2012 sur RTS Un[75]
- France : 4 décembre 2012 sur TF1[7]
- Québec : 8 avril 2013 sur V

- États-Unis : 12,03 millions de téléspectateurs[76] (première diffusion)
- Canada : 2,085 millions de téléspectateurs[77] (première diffusion)
- France : 8,26 millions de téléspectateurs[74] (première diffusion)

- Carlton Wilborn (Glennda)
- Nicholas Grava (Archie Jr.)
- William R. Moses (Archie Sr.)
- Don McManus (Gabriel Lamb)
- Wilke Itzin (Rick Hughes)
- Candice Afia (Katie)
- Hillary Tuck (Kelly)
- Shawn Ryan (Miss Labelled)
- Brian Treitler (un des personnes Fritta)
- D. J. Pierce (Shangela)
- Damien Leake (procureur général)
- David Aranovich (procureur)
- Jeremy Guskin (livreur de pizza)
- Steve Humphreys (régisseur)
- Adam Christy (brave étudiant)
- Penny Peyser (avocate)

- C'est la première fois que la série aborde le thème de l'homosexualité et de l'homophobie.

### Épisode 22:Chasse au trésor
- États-Unis /  Canada : 3 mai 2012 sur CBS / CTV
- Belgique : 14 juillet 2012 sur Be Séries[1]
- Suisse : 2 novembre 2012 sur RTS Un[75]
- France : 11 décembre 2012 sur TF1[7]
- Québec : 15 avril 2013 sur V

- États-Unis : 12,94 millions de téléspectateurs[78] (première diffusion)
- Canada : 2,05 millions de téléspectateurs[79] (première diffusion)
- France : 9,87 millions de téléspectateurs[80] (première diffusion)

- Kenny Johnson (Greg Tayback, ex de Teresa)[81]
- Brendan McCarthy (Lance Gladstone)
- Claire Rankin (Greta Marshall)
- Tim DeZarn (Arkin Shea)
- Brett Rice (chef Burt Anson)
- Brighid Fleming (Lauren Tayback)
- Keran Milcki-Sanchez (Doogie Burroughs)
- Max Van Ville (Jeeter James)
- Stephanie Lemelin (Vicki Lang)
- Preston Jones (Tark Mitchum)
- Racheal Seymour (jeune de la fac no 1)
- Roy Joaquin (jeune de la fac no 2)

L'équipe du CBI et Patrick Jane enquêtent sur la disparition de Jay Banner, 26 ans, un surfer passionné, dont la planche a été retrouvée sur la plage de Santa Marta. Bien vite, grâce aux crabes et aux mouches, Patrick découvre le corps de la victime, enterré dans le sable. Au cours de l'enquête, Teresa va découvrir que son ex-fiancé, Greg et sa femme Greta Marchall, sont les propriétaires d'une entreprise de sauvetage marin où Jay travaillait. Patrick en profite pour poser beaucoup de questions à Teresa sur Greg. Ayant flairé un mobile de meurtre, Patrick fait prendre à l'enquête une tournure de chasse au trésor afin de démasquer le meurtrier.
Pendant ce temps, Kimball demande à Summer des renseignements sur Doogie Burroughs, un trafiquant de drogue qui aurait vendu de la coke à Jay Banner. Summer se rend chez Doogie pour lui soutirer des renseignements, mais lui vole de la drogue. Cela la conduit à subir des représailles de la part de Doogie. La relation entre Kimball et Summer s'effrite, si bien que le couple se sépare pour de bon.
- Avant le générique final, il est écrit que l'épisode est dédié à Keith O'Brien, conducteur qui travaillait avec l’équipe technique.
- Le titre est un clin d'œil à celui du 4e tome de la trilogie en cinq volumes H2G2 de Douglas Adams (So Long, and Thanks for All the Fish).[réf. souhaitée]

### Épisode 23:L'Art du mensonge
- États-Unis /  Canada : 10 mai 2012 sur CBS / CTV
- Belgique : 21 juillet 2012 sur Be Séries[1]
- Suisse : 9 novembre 2012 sur RTS Un[82]
- France : 11 décembre 2012 sur TF1[7]
- Québec : 22 avril 2013 sur V

- États-Unis : 12,62 millions de téléspectateurs[83] (première diffusion)
- Canada : 2,035 millions de téléspectateurs[84] (première diffusion)
- France : 9,1 millions de téléspectateurs[80] (première diffusion)

- Aaron Lohr (Benjamin Marx)
- Ray Wise (Dennis Victor)
- David Furr (Ian Breitler)
- Amanda Schull (Marcy Victor)
- Dave Baez (Antonio Castro)
- Emma Lyle (Hailey)
- David Kaufman (Gary Wineman)
- Jennifer Rhodes (femme riche)
- Scott Hoxby (vieil homme riche)
- Candice Candelori (Maitre d)

### Épisode 24:La Rencontre
- États-Unis /  Canada : 17 mai 2012 sur CBS[85] / CTV
- Belgique : 21 juillet 2012 sur Be Séries[1]
- Suisse : 9 novembre 2012 sur RTS Un[82]
- France : 18 décembre 2012 sur TF1[7]
- Québec : 29 avril 2013 sur V[86]

- États-Unis : 13,09 millions de téléspectateurs[87] (première diffusion)
- Canada : 2,128 millions de téléspectateurs[88] (première diffusion)
- France : 8,27 millions de téléspectateurs[89] (première diffusion)

- Emmanuelle Chriqui (Lorelei Martins)
- Rob Roy Fitzgerald (le capitaine Rupert)
- Sonia Jackson (Bean)
- Noel G. (Kevin Cintron)
- JoNell Kennedy (en) (Pat, le coroner)
- Ramon Camacho (Manfreddo)
- Joseph Lyle Taylor (Oscar)
- Exie Booker (agent des correctionnels)
- Elaine Mani Lee (gardien de la morgue)
- Stephanie Simmons (présentateur)

Six mois après le renvoi de Jane du CBI, ce dernier se retrouve à travailler à Las Vegas. Il rencontre une jeune femme dans un bar, du nom de Lorelei et lui révèle être un arnaqueur. À la suite d'une entrevue musclée avec un client du bar où il a rencontré Lorelei, Patrick se fait inculper pour agression et possession de drogue. Plus tard, il est libéré de prison et pense que c'est Teresa qui a payé la caution, alors que celle-ci est dans un autre État. Il découvre bien vite que c'est Lorelei qui l'a sorti de prison. Patrick et Lorelei passent la nuit ensemble, puis elle révèle qu’elle est une des proches de John le Rouge, qui voudrait devenir ami avec Jane.
Au même moment, l'équipe enquête sur la mort d'un inconnu qui a été tué avec un fusil de chasse, dans un quartier d'affaires. L'équipe du CBI apprend l'arrestation de Patrick et aimerait lui venir en aide mais Teresa s'y oppose.
Patrick rencontre Teresa dans une église et lui fait des révélations qui la surprennent : il lui apprend que sa « dépression » est feinte. Le but était de piéger John le Rouge et cela a marché puisque Lorelei l'a contacté au nom de John le Rouge, qui le veut comme disciple. Teresa a des doutes sur ce que Patrick prépare.
Au CBI, Wainwright suggère à Lisbon de reprendre contact avec Jane, au prétexte que les statistiques de résolution de crimes du service ont chuté dramatiquement, mais celle-ci refuse.
Lorelei, l'amie de John le Rouge, dit à Patrick que s'il veut avoir une nouvelle vie, il doit lui apporter, comme preuve de sa loyauté, le cadavre (la tête) de Teresa Lisbon. Jane prépare alors un plan pour piéger John le Rouge : il se rend au CBI, prétend tirer sur Rigbsy et enlever Lisbon.
L'agent Darcy, du FBI, découvre la vérité et émet des mandats d'arrêt contre les membres de l'équipe de Teresa et Patrick Jane. Teresa réussit à la convaincre in extremis qu'ils sont en pleine opération policière pour piéger John le Rouge et que Patrick est en danger s'ils n'interviennent pas à temps.
Jane arrive à parler à John le Rouge mais il est vite démasqué. John le Rouge lui apprend qu'il a un contact au FBI.
De son côté, l'agent Darcy réussit à coincer la limousine où se trouvait John le Rouge, Lorelei et le chauffeur. Durant l'arrestation, le chauffeur meurt et Lorelei en sort secouée mais en vie. Lorsque Darcy ouvre la porte de la limousine, elle découvre le corps inerte de Wainwright, piégé par John le Rouge transmettant ses ordres à travers un téléphone portable.